# Andrea Guasch
Andrea Guasch (Barcellona, 20 dicembre 1990) è un'attrice, cantante e ballerina spagnola.

## Filmografia parziale

### Cinema
- S Club allo specchio (S Club Seeing Double), regia di Nigel Dick (2003)
- El juego del ahorcado, regia di Manuel Gómez Pereira (2008)
- Esto no es una cita, regia di Guillermo Fernández Groizard (2013)
- A Curry on an American Plate, regia di San Banarje (2015)
- Submergence, regia di Wim Wenders (2017)

### Televisione
- Dalí, être Dieu (2002)
- De moda (2004-2005)
- Cambio de clase (2006-2009)
- Los Cuervo: ¡Pillados! (2011)
- Punta Escarlata (2011)
- La Gira (2011-2013)